# Vrata (arhitektura)
Vráta so premična ovira, ki se uporablja za zapiranje odprtin in sodijo med stavbno pohištvo. Vrata se odpirajo in omogočajo dostop do bolj ali manj varno zaprtih prostorov. So skoraj nujen del vsake stavbe, saj omogočajo prehod iz zunanjega v notranje prostore in gibanje med notranjimi prostori. So pa tudi pogost element dostopa do parcele.
Vsaka vrata morajo zadostiti naslednjim tehničnim zahtevam: morajo biti trdna in stabilna, trpežna in trajna, zagotavljati toplotno in zvočno izolativnost, morajo biti estetska in prilagojena okolju v katerega so vgrajena ter eventualnim posebnim zahtevam uporabnika (invalidi, starejši, ...). Uporabljen material mora tudi sam izpolnjevati vse zahteve predpisanih standardov kakovosti.
Pri izbiri modela vrat so običajno odločilni: arhitekturna zasnova objekta ter bivalne navade uporabnikov in ne nazadnje cena in moda.

## Zgodovina
Najzgodnejša zabeležena vrata se pojavljajo na poslikavah egipčanskih grobnic, ki jih prikazujejo kot enojna ali dvojna vrata, vsaka iz enega kosa lesa. Ljudje so morda verjeli, da so to vrata v posmrtno življenje, nekateri pa vključujejo načrte posmrtnega življenja. V Egiptu, kjer je podnebje zelo suho, vrat niso uokvirjali, da se ne bi zvijala, toda v drugih deželah so zahtevali uokvirjena vrata – kar je bilo po Vitruviju (iv. 6.) narejeno s pokončno in vodoravno letvijo, zaprte plošče, napolnjene s timpanonom, vstavljenim v utore v letvah.
Najstarejša vrata so bila izdelana iz lesa, kot so tista, omenjena v svetopisemski upodobitvi templja kralja Salomona, ki je bil iz oljčnega lesa (1. Kr  31–35), ki so bila izrezljana in prevlečena z zlatom. Zdi se, da so bila vrata, ki jih omenja Homer, obložena s srebrom ali medenino. Poleg oljčnega lesa so bili uporabljeni še brest, cedra, hrast in cipresa. Arheologi v Švici so našli 5000 let stara vrata.
Starodavna vrata so bila obešena z zatiči na vrhu in na dnu visečega droga, ki je deloval v vtičnicah v prekladi in pragu, slednji v nekem trdem kamnu, kot sta bazalt ali granit. Tista, ki ji je našel Hilprecht v Nipurju, iz leta 2000 pr. n. št., so bila iz dolerita. Čepi vrat v Balawatu so bili obloženi z bronom (zdaj v Britanskem muzeju). Ta vrata so bila obešena v dveh krilih, vsako približno 2,54 m široko in 8,2 m visoko; bila so obdana z bronastimi pasovi ali trakovi, visokimi 25,4 cm, prekritimi z repoussé dekoracijo figur. Zdi se, da so bila lesena vrata debela približno 7,62 cm, in premer visečega droga večji od 360 milimetrov. Druge obloge različnih velikosti v bronu kažejo, da je bila to univerzalna metoda, sprejeta za zaščito lesenih vrat. V Hauranu v Siriji, kjer je lesa malo, so bila vrata narejena iz kamna in ena, ki merijo 1,63 m krat 0,79 m, so zdaj v Britanskem muzeju; pas na vertikalnem delu kaže, da je šlo za eno od kril dvojnih vrat. V Kuffeirju blizu Bosre v Siriji je Burckhardt našel kamnita vrata, visoka od 2,74 do 3,048 m, ki so bila vhodna vrata v mesto. V Etruriji Dennis omenja številna kamnita vrata.
Starogrška in rimska vrata so bila bodisi enokrilna, dvokrilna, trokrilna, drsna ali zložljiva vrata, v zadnjem primeru so bila krila na tečajih in zložljiva nazaj. V Teronovi grobnici v Agrigentumu so ena sama vrata s štirimi ploščami, vklesana v kamen. V zbirki Blundell je relief templja z dvojnimi vrati, vsako krilo s petimi ploščami. Med obstoječimi primeri so bronasta vrata v cerkvi sv. Kozme in Damijana v Rimu pomemben primer rimskega kovinskega dela najboljšega obdobja; so v dveh krilih, vsako ima po dve plošči, in so uokvirjena v bron. Tista v Panteona so podobna po zasnovi, z ozkimi vodoravnimi ploščami na vrhu, dnu in sredini. Dvoje drugih bronastih vrat iz rimskega obdobja so v Lateranski baziliki.
Grški učenjak Heron iz Aleksandrije je ustvaril najzgodnejša znana avtomatska vrata v 1. stoletju našega štetja v obdobju rimskega Egipta. Prva avtomatska vrata, ki se aktivirajo s senzorjem stopala, so bila izdelana na Kitajskem med vladavino cesarja Janga iz dinastije Sui (vladal 604–618), ki je ena dal namestiti za svojo kraljevo knjižnico. Vrata, ki jih poganja voda, prikazana na ilustracijah avtomatov arabskega izumitelja Al-Jazarija.
Baker in njegove zlitine so bili sestavni del srednjeveške arhitekture. Vrata cerkve Jezusovega rojstva v Betlehemu (6. stoletje) so prekrita z bronastimi ploščami, graviranimi v vzorcih. Tista iz Hagije Sofije v Konstantinoplu iz 8. in 9. stoletja so izdelana iz brona, zahodna vrata stolnice Aix-la-Chapelle (9. stoletje), podobne izdelave, pa so bila verjetno prinesena iz Konstantinopla, kot tudi nekatera tistih v sv. Marku v Benetkah. Bronasta vrata v Aachenski stolnici v Nemčiji segajo približno v leto 800 našega štetja. Lorenzo Ghiberti je leta 1423 dokončal bronasta vrata v krstilnici Firenške stolnice.
Iz 11. in 12. stoletja obstajajo številni primeri bronastih vrat, najzgodnejša so v [[Hildesheim]u v Nemčiji (1015). Zasnova Hildesheima je vplivala na koncept vrat v Gnieznem na Poljskem. Od ostalih v južni Italiji in na Siciliji so najboljša v: Sant'Andrea, Amalfi (1060); Salerno (1099); Canosa di Puglia (1111); Troia, Apulija dvoja vrata (1119 in 1124); Ravello (1179), delo Barisana iz Tranija, ki je izdelal tudi vrata za stolnico v Traniju; in v stolnicah v Monrealu in Pisi delo Bonana iz Pise. V vseh teh primerih je imel viseči drog na vrhu in na dnu vrtišča. Natančno obdobje, ko je graditelj prešel na tečaj, ni znano, vendar je sprememba očitno povzročila še en način ojačitve in okraševanja vrat – kovane trakove različnih oblik. Praviloma trije okrasni pasovi sestavljajo tečaje, z obroči zunaj visečih drogov, ki se prilegajo na navpične čepe, nameščene v zidan ali lesen okvir. V Lincolnu je zgodnji primer iz 12. stoletja. V Franciji je kovinska konstrukcija vrat Notre Dame v Parizu lep primer, vendar obstajajo številni drugi po vsej Franciji in Angliji.
V Italiji slavna vrata vključujejo vrata v krstilnici (Firence), ki so vsa v bronu – vključno z okvirji vrat. Modeliranje figur, ptic in listja južnih vrat Andree Pisana (1330) in vzhodnih vrat Ghibertija (1425–1452) je izjemne lepote. Pri severnih vratih (1402–1424) je Ghiberti prevzel isto shemo oblikovanja opažev in figur kot Andrea Pisano, pri vzhodnih vratih pa so vse pravokotne plošče zapolnjene z nizkimi reliefi, ki ponazarjajo teme iz Svetega pisma in nešteto figur. To so tako imenovana Vrata Paradiža, o katerih govori Michelangelo.
Vrata mošej v Kairu so bila dveh vrst: tista, ki so bila zunaj obložena z bronastimi ali železnimi ploščami, vrezanimi v okrasne vzorce in / ali intarziranimi, z reliefnimi izboklinami; in tiste z lesenim okvirjem s prepletenimi kvadratnimi in diamantnimi motivi. Slednja oblika je koptskega izvora. Vrata palače v Palermu, ki so jih izdelali saracenski delavci za Normane, so lepi in dobro ohranjeni primeri. Nekako podoben dekorativni razred vrat najdemo v Veroni, kjer so robovi letvic in letvic poševni in zarezani.
V obdobju renesanse so italijanska vrata precej preprosta, njihovi arhitekti so bolj zaupali vratom z učinkom; toda v Franciji in Nemčiji je ravno nasprotno, vrata so bila dovršeno izrezljana, zlasti v obdobjih Ludvika XIV. in Ludvika XV., včasih z arhitekturnimi značilnostmi, kot so stebri in entablature s pedimentom in nišami, vrata pa so bila v navadnem zidu. Medtem ko je bila v Italiji težnja, da se poveča obseg s povečanjem števila plošč, se zdi, da je bilo v Franciji pravilo nasprotno; in ena od velikih vrat v Fontainebleauju, ki so dvokrilna, so v celoti izvedena, kot da bi bila sestavljena samo iz ene velike plošče.
Najzgodnejša renesančna vrata v Franciji so vrata stolnice v Aixu (1503). Na spodnjih ploščah so figure velike 0,91 m v gotskih nišah, v zgornjih ploščah pa dvojni niz niš s figurami približno 0,61 m visoke s krošnjami nad njimi, vse izrezljane v cedrovini. Južna vrata stolnice v Beauvaisu so v nekaterih pogledih najboljša v Franciji; zgornje plošče so izrezljane v visokem reliefu s figurami in nadstreški nad njimi. Vrata cerkve v Gisorsu (1575) so izrezljana s figurami v nišah, ki so razdeljene s klasičnimi pilastri. V st. Maclouju pri Rouenu so tri veličastno izrezljana vrata; tista Jeana Goujona imajo figure v nišah na vsaki strani, druge pa v skupini velike lepote v središču. Druga vrata, verjetno okoli štirideset do petdeset let kasnejša, so obogatena z nizkimi reliefi, pokrajinami, figurami in dovršenimi prepletenimi obrobami.
Nasina stavba za montažo vozil v vesoljskem centru Kennedy vsebuje štiri največja vrata. Stavba za sestavljanje vozil je bila prvotno zgrajena za sestavljanje vozil misije Saturn V Apollo in je bila nato uporabljena za podporo operacij Space Shuttle. Vsaka od štirih vrat so visoka 139 metrov.
Najstarejša vrata v Angliji so v Westminstrski opatiji in so iz leta 1050. V Angliji v 17. stoletju so bile vratne plošče dvignjene z nastavki ali štrlečimi letvicami, včasih bogato izrezljanimi okoli njih; v 18. stoletju so bile letve, obdelane na podstavkih in tirnicah, izrezljane z ornamentom jajčevnika.

## Lega in funkcija
Glede na lego in funkcijo ločimo:
- Vrata v stavbi:
  - vhodna vrata,
  - notranja vrata,
  - garažna vrata,
  - varnostna vrata;
  - balkonska vrata;
  - dvižna vrata
- Vrata izven stavb: vrtna vrata.

Posebne, specializirane vrste vrat poznamo tudi v različnih industrijskih objektih.

## Material
Vrata se izdelujejo iz različnih materialov – tako so najpogosteje uporabljena lesena vrata, plastična vrata in kovinska (železo ali aluminij) vrata. Lahko so tudi steklena, iz laminata, prekrita s folijo, furnirana in iz kombinacije materialov.

## Način odpiranja
Glede na način odpiranja poznamo:
- enokrilna,
- dvokrilna,
- drsna in
- harmonika.

Glede na vrsto uporabljene energije pa na: ročno ali električno odpiranje.

## Notranja vrata
Notranja vrata se razlikujejo glede na: 
- obliko: klasična, moderna, poslovna;
- barvo;
- površino: gladka, posebej odporna, kombinirana iz več različnih furnirjev, polna ali delno steklena steklena,...;
- sestavo: funkcijska vrata z dodatnimi izolacijami, sredice iz polnih ali perforiranih ivernih plošč ali satja;
- po robovih: ostri, zaokroženi, profilirani.

## Varnostna vrata
Glede varnosti je pomembna zaščita vhodnih, balkonskih in tudi garažnih vrat. Možne zaščitne lastnosti so:
- zvočna izolativnost,
- protivlomna zaščita,
- klimatska odpornost,
- dimotesnost,
- ognjevarnost.

## Garažna vrata
Garažna vrata so lahko: navadna ali varnostna, glede na način odpiranja pa dvokrilna, dvižna, sekcijska in rolo vrata.

## Vrtna vrata
Vrtna vrata se razlikujejo po uporabljenem materialu, načinu odpiranja in uporabljeni energiji.

## Dodatki za vrata
Da pa je vrata sploh možno uporabljati, je potrebna vgradnja kljuk in okovja. Predvsem slednje je odvisno od tipa vrat in načina odpiranja, uporabljenega materiala vratnih kril in estetskega učinka.
Za vhodna vrata v stavbo ali stanovanje so dodatki lahko naslednji: trkala, vratna držala, kukala, samozapirala vrat, poštne lopute, potezala ali pa tudi varnostni dodatki kot na primer električne ključavnice, varnostni cilindri, biometrične elektronske ključavnice s čitalcem prstnih odtisov, itd.

## Galerija
- Fragment vrat staroegipčanske grobnice, približno 2150–1981 pr. n. št., v Metropolitanskem muzeju umetnosti (New York)
- Starogrška vrata, vklesana na Herkulovem sarkofagu iz Arheološkega muzeja Kayseri (Kayseri, Turčija)
- Starorimska bronasta vrata Julijske kurije, zdaj v baziliki sv. Janeza v Lateranu, (Rim)
- Vrata iz tikovega lesa in medenine mogulske Indije
- Tradicionalna kitajska zložljiva vrata v starem muzeju Wisteria (Čangdžou, Kitajska)
- Bizantinska vrata Male metropole (Atene, Grčija)
- Islamska vrata, okrašena z geometrijskimi vzorci v Maroku
- Romanska vrata cerkve svetega Nikolaja v Barfrestoneu (Kent, Anglija)
- Gotska vrata kstolnice sv. Magnusa (Kirkwall, Škotska)
- Ruska vrata v cerkvi Vasilija Blaženega (Moskva)
- Vrata Brâncovenesc samostana Antim (Bukarešta, Romunija), z napisom nad njimi
- Renesančna vrata v Gdansku (Poljska)
- Baročna vrata v Versajski palači (Versailles, Francija))
- Rokoko vrata na Rue Monsieur-le-Prince (Pariz)
- Ludvik XVI. vrata hotela Mortier de Sandreville na Rue des Francs-Bourgeois (Pariz)
- Neoklasicistična poslikana dvokrilna vrata, 1790, avtor Pierre Rousseau, v Clevelandskem muzeju umetnosti (ZDA)
- Afriška vrata s ključavnico, konec 19. ali začetek 20. stoletja, les z železom, iz Burkina Fasa, v muzeju Brooklyn (New York City)
- Okrašena vrata iz samostana Gandantegchinlen (Mongolija)
- Neogotska vrata na Rue Malebranche (Pariz)
- Egiptovska vrata mavzoleja na pokopališču Forest Home (Wisconsin, ZDA)
- Neorokokojska vrata, Hôtel de Breteuil (Pariz)
- Vrata v romunskem slogu nacionalnega kolidža Școala Centrală na Strada Icoanei (Bukarešta)
- Eklektična klasicistična vrata iz 19. stoletja na Rue La Bruyère (Pariz)
- Beaux-Arts vrata palače Cantacuzino (Bukarešta)
- Kovinska in steklena vrata v slogu Art Nouveau v Nancyju (Francija), z velikim prozornim senčnikom nad njimi
- Odstranjena klasicistična vrata kraljeve palače v Bukarešti, ki je zdaj Narodni muzej umetnosti Romunije
- Art Deco vrata v Angersu (Francija)